# Jerónimo de Balbás
Jerónimo de Balbás (Zamora, 1673 - Ciudad de México, 22 de noviembre de 1748) fue un arquitecto y escultor español, precursor del barroco mexicano, reconocido por introducir el uso del estípite en el diseño de retablos, un elemento característico del estilo churrigueresco.

## Biografía

### Antecedentes y formación
Se sabe que Jerónimo de Balbás nació en Zamora, alrededor de 1673, aunque se tiene poca información sobre sus primeros años de vida. Su formación inicial tuvo lugar en España, donde estuvo profundamente influenciado por el contexto artístico del barroco, caracterizado por su dramatismo, ornamentación exuberante y capacidad para generar un alto impacto visual. Es probable que Balbás haya trabajado en el taller de José de Churriguera, destacado arquitecto y escultor barroco, cuyo estilo, conocido como churrigueresco, se basaba en una ornamentación detallada y una complejidad escenográfica. La influencia de Churriguera fue decisiva para Balbás, quien adoptó y perfeccionó el estilo churrigueresco en sus propias obras, llevándolo a una expresión monumental que luego desarrollaría y adaptaría en Nueva España.
A comienzos del siglo XVIII, Balbás se trasladó a Madrid, donde tuvo contacto directo con el taller de los Churriguera, quienes estaban en plena expansión de su estilo característico. En Madrid, Balbás tuvo la oportunidad de aprender y perfeccionar técnicas avanzadas de talla en madera, dorado y ensamblaje, habilidades que más tarde llevaría a su máxima expresión en el virreinato. Posteriormente, se trasladó a Sevilla, donde en 1702 se le atribuye el diseño del retablo de la Capilla Sacramental de la iglesia de San Isidoro, encargado por la Hermandad de las Tres Caídas. Este retablo es considerado una obra temprana de Balbás, y muestra características ornamentales propias de su estilo personal, marcando su transición hacia un enfoque más elaborado y teatral en el diseño de retablos.
Una de sus obras más notables en Sevilla fue el retablo del Sagrario de la Catedral de Sevilla, conocido como Furibunda Fantasía. Esta obra, que combinaba la sofisticación churrigueresca con una disposición dramática y vertical, buscaba intensificar el sentido de espiritualidad y magnificencia característico del barroco. Sin embargo, el retablo fue destruido en 1824 por decisión del cabildo de la catedral, y solo se conservó la escultura de San Clemente, que coronaba la pieza.
En 1715, Balbás fue comisionado para diseñar la sillería de la iglesia de San Juan Bautista en Marchena, Andalucía. Esta obra refleja su habilidad para combinar elementos de diseño estructural con ornamentación barroca, fusionando las influencias de Madrid y Sevilla y adaptándolas al estilo andaluz. La popularidad del estilo churrigueresco en Andalucía se extendió rápidamente por otras regiones de España, creando una alta demanda de retablos complejos y visualmente impactantes. Este contexto de auge barroco en Sevilla y Madrid fue fundamental para el desarrollo profesional de Balbás, quien perfeccionó técnicas como la talla minuciosa y el dorado, las cuales luego destacaron en sus obras más monumentales en el virreinato de Nueva España.

### Trabajo en Nueva España
Hacia 1718, Jerónimo de Balbás emigró al Virreinato de Nueva España (actual México), donde comenzó a trabajar en una de sus obras más emblemáticas: el Retablo de los Reyes en la Catedral Metropolitana de la Ciudad de México. Esta monumental obra se destaca por su imponente estructura vertical, organizada en tres calles delimitadas por estípites, un elemento decorativo distintivo del estilo churrigueresco, introducido por Balbás en el barroco mexicano. En la calle central, se encuentran dos lienzos del pintor Juan Rodríguez Juárez: La Adoración de los Reyes y La Asunción. Las calles laterales contienen varias hornacinas que albergan esculturas, y el conjunto se corona con una media bóveda diseñada por Balbás, que da al retablo una notable sensación de verticalidad y grandiosidad.
Además del Retablo de los Reyes, en 1730 Balbás recibió el encargo de ajustar y colocar la monumental reja del coro de la Catedral Metropolitana de la Ciudad de México, una pieza de origen chino, fabricada en Macao y diseñada por el artista novohispano Nicolás Rodríguez Juárez. La integración de esta reja en la catedral no solo evidencia el alcance global de los encargos de arte virreinal, sino también la mezcla de influencias culturales que caracterizó el arte sacro de la época en Nueva España.

#### Llegada del churrigueresco a Nueva España
El estilo churrigueresco, caracterizado por sus ornamentaciones profusas, estípites y decoraciones doradas, fue llevado a Nueva España por arquitectos y escultores españoles como Balbás, quienes encontraron en el virreinato un entorno favorable para sus innovaciones artísticas. En México, el churrigueresco fue adoptado y reinterpretado, dando origen a un barroco distintivo: el barroco novohispano. Este estilo fusionó influencias europeas con adaptaciones locales, como la incorporación de elementos naturales y el uso de colores vibrantes, y se consolidó en obras de gran magnitud y detallismo.
En el barroco novohispano, los estípites de influencia churrigueresca se usaron extensamente en retablos, formando estructuras verticales que parecían desafiar la gravedad. La ornamentación dorada se aplicaba en capas, generando una luminosidad particular que contrastaba con la piedra y madera de las iglesias novohispanas. Jerónimo de Balbás fue uno de los pioneros de este estilo en México, y su obra marcó una pauta para artistas locales y europeos que siguieron su ejemplo, consolidando una estética monumental en Nueva España y estableciendo una identidad visual única en el arte sacro novohispano.

### Últimos años
En 1732, Jerónimo de Balbás fue responsable de la creación del retablo de la capilla de la Orden Tercera en el convento de San Francisco en la Ciudad de México. Lamentablemente, esta obra ha desaparecido con el tiempo, aunque existen referencias documentales que describen su estilo y características. En 1736, Balbás completó el altar mayor de la Catedral Metropolitana de la Ciudad de México, también conocido como el Ciprés, una majestuosa estructura que fue destruida durante el siglo XIX. También finalizó el altar del perdón, ubicado en la misma catedral, el cual fue devastado por un incendio el 17 de enero de 1967.
Durante sus últimos años, Balbás dirigió la construcción del Templo de San Fernando en Ciudad de México, un proyecto que permaneció inconcluso tras su muerte en 1748.

## Legado e influencia
El legado de Jerónimo de Balbás es fundamental en la evolución del barroco mexicano, particularmente por la introducción del estípite, un elemento decorativo en forma de pirámide invertida que se convirtió en símbolo del churrigueresco en Nueva España. Su obra fusionó elementos estéticos europeos con adaptaciones específicas al contexto cultural y geográfico de América, estableciendo un estilo barroco distintivo y duradero en la arquitectura y escultura novohispanas. Balbás no solo dejó una marca indeleble en el arte sacro, sino que también inspiró a generaciones de artistas que continuaron desarrollando el estilo churrigueresco en el México colonial.
La influencia de Balbás se extendió a través de sus discípulos y colegas, como Lorenzo Rodríguez y Cayetano de Acosta, quienes llevaron el churrigueresco a nuevas alturas en México. Su innovación en la creación de retablos monumentales y el uso del estípite como elemento decorativo consolidaron un estilo barroco único en Nueva España, que más tarde sería conocido como barroco novohispano. Este estilo no solo se mantuvo en México, sino que también influyó en otras regiones de América Latina, donde el churrigueresco fue adaptado a diferentes contextos culturales y religiosos, dejando un impacto duradero en el arte sacro de la región.
La marca de Balbás no se limita a las iglesias de México y España, sino que también se observa en su influencia sobre generaciones de artistas novohispanos, quienes continuaron su enfoque detallado y monumental en el diseño de retablos y altares. Su obra ayudó a consolidar un lenguaje artístico propio de Nueva España, cuyo impacto puede rastrearse en la evolución del arte y la arquitectura sacra en toda América Latina.

## Método y materiales
Jerónimo de Balbás utilizaba técnicas avanzadas de talla en madera y ensamblaje para crear retablos de gran monumentalidad y complejidad ornamental. El uso del pan de oro era una constante en sus obras, ya que aportaba un brillo y riqueza únicos, intensificando la luminosidad de los retablos y resaltando la suntuosidad del barroco novohispano. Balbás también empleaba técnicas de policromía, que le permitían dar profundidad y realismo a las esculturas, especialmente en las vestimentas y expresiones faciales, generando un impacto visual que realzaba el dramatismo barroco.
Los retablos de Balbás requerían una precisión técnica notable para garantizar la estabilidad de las estructuras, particularmente en el caso de los estípites, que él popularizó en Nueva España. Estos estípites, elementos decorativos en forma de pirámide invertida, no tenían función estructural de soporte, por lo que debían estar cuidadosamente integrados en la estructura general del retablo para mantener su solidez. Su trabajo en ensamblaje era igualmente complejo, utilizando sistemas de ensamble en madera que permitían la construcción de retablos de gran altura sin comprometer su estabilidad. 
El proceso de creación de un retablo, desde el diseño hasta la aplicación final de los detalles dorados y policromados, podía llevar varios años, ya que cada componente requería un trabajo minucioso. La madera, el material base de sus retablos, debía ser seleccionada con especial cuidado para asegurar su resistencia y durabilidad en el clima de Nueva España, evitando el deterioro debido a la humedad y otros factores ambientales.
La combinación de estos elementos y técnicas artesanales convirtió a Balbás en un referente en la escultura y arquitectura barroca, y sus innovaciones influenciaron a numerosos artistas que continuaron desarrollando el estilo churrigueresco en el virreinato de Nueva España.

## Obras principales
- Retablo de los Reyes, Catedral Metropolitana de la Ciudad de México: Considerada la obra cumbre de Balbás en Nueva España, esta monumental estructura barroca destaca por la introducción del estípite como elemento ornamental. El retablo se organiza en tres calles verticales, separadas por estípites, con lienzos del pintor Juan Rodríguez Juárez en la calle central, como La Adoración de los Reyes y La Asunción. La estructura utiliza materiales de alta calidad, incluyendo madera tallada, dorada y policromada, otorgándole una apariencia lujosa. La disposición simétrica y el dorado en capas generan un efecto de grandiosidad y esplendor que proyecta la mirada hacia el cielo, característico del estilo churrigueresco novohispano.[1]
- Reja del coro de la Catedral Metropolitana de la Ciudad de México: Fabricada en Macao y diseñada por el artista novohispano Nicolás Rodríguez Juárez, esta reja fue ensamblada y colocada por Balbás en 1730. Es un ejemplo de la influencia internacional en el arte novohispano, integrando diseños chinos con ornamentación barroca. La obra refleja la globalización temprana de los encargos eclesiásticos y la mezcla de influencias culturales que caracterizó el arte sacro de la época en Nueva España.[3]
- Sillería de la iglesia de San Juan Bautista en Marchena: Comisionada en 1715, esta obra refleja el estilo barroco de Balbás, caracterizado por una ornamentación compleja y una disposición escenográfica. Los detalles escultóricos de esta sillería evidencian su formación bajo la influencia churrigueresca, destacando su habilidad para combinar diseño estructural y decorativo.[7]
- Escultura de San Clemente en el retablo del Sagrario de la Catedral de Sevilla: Aunque el retablo, conocido como Furibunda Fantasía, fue destruido en 1824 por decisión del cabildo de la catedral, la figura de San Clemente sobrevivió. Esta obra es uno de los pocos elementos preservados de la influencia inicial de Balbás en Sevilla y demuestra su estilo en sus primeras etapas, antes de trasladarse a Nueva España.[2]
- Retablo de la Capilla Sacramental de la iglesia de San Isidoro en Sevilla: Este retablo, atribuido a Balbás y realizado en 1702 por encargo de la Hermandad de las Tres Caídas, muestra los primeros indicios de su estilo churrigueresco. Con detalles dorados y el uso de estípites, es un ejemplo temprano de su evolución hacia un estilo teatral y ornamental, que perfeccionaría en México.[1]
- Retablo principal de la iglesia de San Agustín en Osuna: Atribuida a Balbás, esta obra refleja su capacidad para crear estructuras monumentales dentro de espacios más reducidos, fusionando elementos arquitectónicos y escultóricos. La complejidad ornamental y la disposición de las esculturas en este retablo son característicos del estilo barroco andaluz que Balbás llevaría a su máximo desarrollo en Nueva España.[8]
- Retablo de la iglesia de San Antonio de Padua en Sevilla: Este retablo es otro ejemplo de la capacidad de Balbás para integrar elementos decorativos churriguerescos en composiciones arquitectónicas complejas y equilibradas, utilizando una ornamentación exuberante que enfatiza la espiritualidad y magnificencia barroca.